# Heinrich Berka von Dubá
Heinrich Berka von Dubá (auch: Hynko Berka von Dubá; tschechisch: Hynek Berka z Dubé; † 29. Dezember 1333 in Prag) war als Henrich III. Bischof von Olmütz.

## Leben
Heinrich war der Sohn des gleichnamigen obersten Prager Burggrafen aus dem Geschlecht der Berka von Dubá. Er soll sehr gebildet gewesen sein und war Dompropst in Prag. Noch zu Lebzeiten des Olmützer Bischofs Konrad bat König Johann von Luxemburg den amtierenden Papst Johannes XXII., Heinrich als Konrads Nachfolger vorzusehen. Der Papst entsprach dieser Bitte und verlieh Heinrich das Bistum Olmütz unmittelbar nach Konrads Tod 1326, obwohl Heinrich erst noch zum Priester geweiht werden musste.
Heinrich blieb weiterhin in königlichen Diensten und hielt sich nur selten in Olmütz auf. Die Diözesanverwaltung übten die zu Generalvikaren ernannten Weihbischöfe Enoch und Theoderich sowie der Prager Domherr Johann von Padua aus. Heinrich starb in Prag und wurde im Veitsdom beigesetzt.